# Zulia Calatayud
Zulia Inés Calatayud Torres (Havana, 9 de novembro de 1979) é uma ex-atleta cubana, campeã mundial dos 800 metros em Helsinque 2005.